# Llac de Sanabria

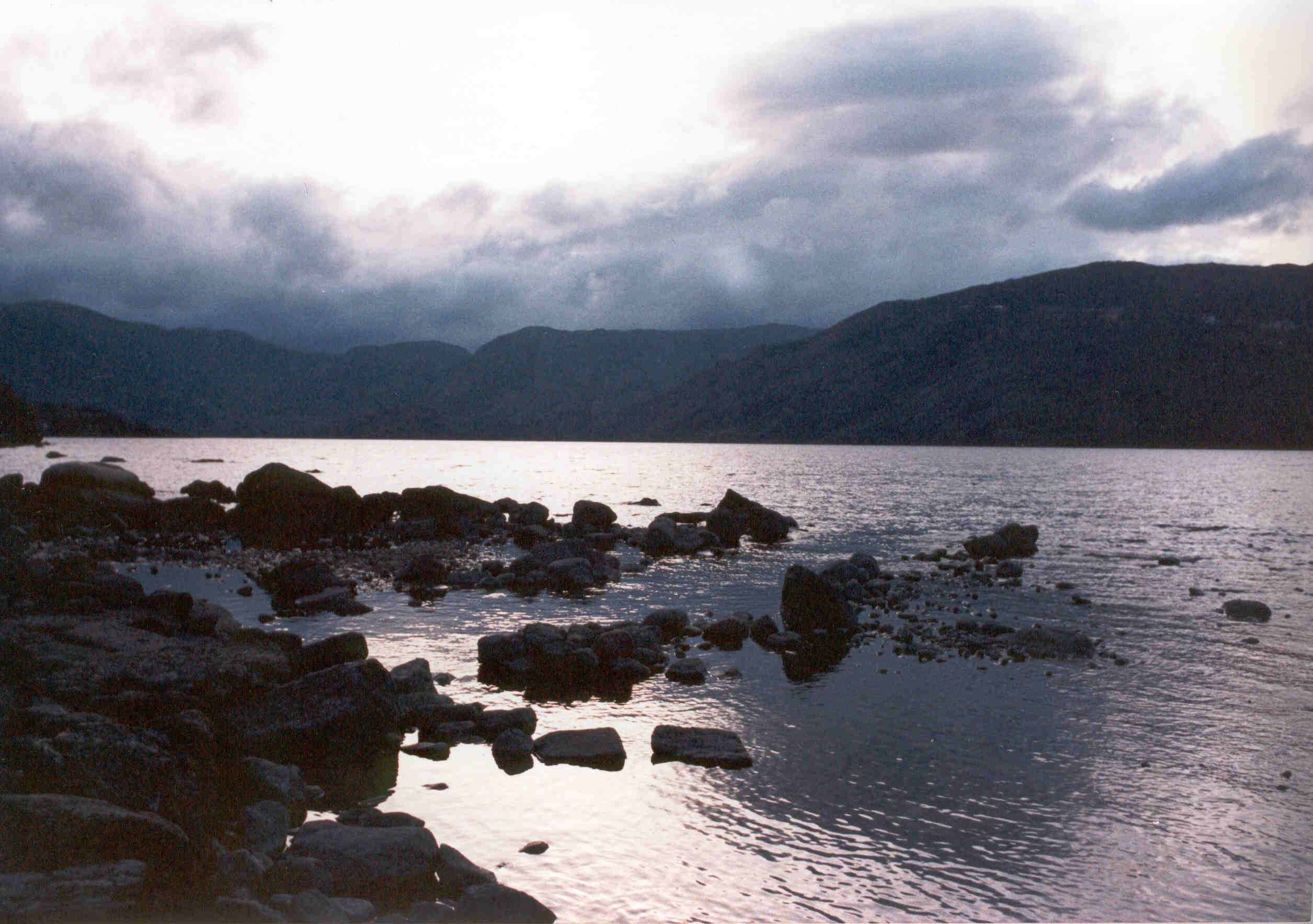
Llac de Sanabria

El Llac de Sanabria (en lleonés Llagu de Senabria, en castellà: Lago de Sanabria) és un llac situat a 1018 m d'alçada, a 8 km al nord-est de Puebla de Sanabria a la província de Zamora, Espanya. És un dels pocs llacs naturals d'Espanya de mida considerable.
La principal entrada i sortida d'aigua del llac és el riu Tera. El llac és un eixamplament del Tera. Hi arriben els rius Segundera i Cárdena, i és drenat pel riu Trefacio. La seva conca és de 11,42 km². El volum de 96.289.887 m3. Té una fondària mitjana de 27,7 metres i màxima de 51 m. Amb una superfície de 368 hectàrees és també el llac glacial més extens de la península Ibèrica.
Actualment el llac de Sanabria es troba dins dels límits del Parc natural del Llac de Sanabria. Aquesta zona va ser declarada parc natural l'any 1978.
La comarca de Sanabria és una de les poques d'Europa que conté una població de llops silvestres els quals viuen a la serralada de la Sierra de la Culebra.